# مگس‌های لاشه
مگس‌های لاشه(نام علمی: Calliphoridae) نام یک تیره از زیرراسته کوتاه‌شاخکان است.